# Гайове (Чернігівський район)
Гайове́ (до 1962 — Іржавець)— село в Україні, у Кіптівській сільській громаді Чернігівського району Чернігівської області. Населення становить 89 осіб. Орган місцевого самоврядування — Кіптівська сільська громада.

## Історія
До 1962 року село мало назву Іржавець.
перші згадки про село датуються 1747 роком
7 березня 2015-го в зоні бойових дій помер уродженець Гайового Новодід Олександр Анатолійович.
3 вересня 2015 року село увійшло до Кіптівської сільської громади шляхом об'єднання із Кіптівською сільрадою.
12 червня 2020 року, відповідно до розпорядження Кабінету Міністрів України № 730-р від «Про визначення адміністративних центрів та затвердження територій територіальних громад Чернігівської області», село увійшло до складу Кіптівської сільської громади.
17 липня 2020 року, в результаті адміністративно-територіальної реформи та ліквідації Козелецького району, село увійшло до складу Чернігівського району

## Політика

### Парламентські вибори, 2019
На позачергових парламентських виборах 2019 року у селі функціонувала окрема виборча дільниця № 740298, розташована у приміщенні фельдшерсько-акушерського пункту.
Результати
- зареєстровано 75 виборців, явка 68,00%, найбільше голосів віддано за «Слугу народу» — 33,33%, за Всеукраїнське об'єднання «Батьківщина» — 31,37%, за Радикальну партію Олега Ляшка — 9,80%[8]. В одномандатному окрузі найбільше голосів отримав Сергій Коровченко (самовисування) — 58,00%, за Дмитра Пахомова (Слуга народу) — 12,00%, за Олега Дмитренка (самовисування), Василя Малика (Європейська Солідарність) і Андрія Коваленка (Разом сила) — по 6,00%[9].

## Населення
1901 - проживало 775 осіб.

### Мова
Розподіл населення за рідною мовою за даними перепису 2001 року:
| Мова       | Кількість | Відсоток |
| ---------- | --------- | -------- |
| українська | 229       | 97.45%   |
| російська  | 6         | 2.55%    |
| Усього     | 235       | 100%     |